# 쇼랴쿠

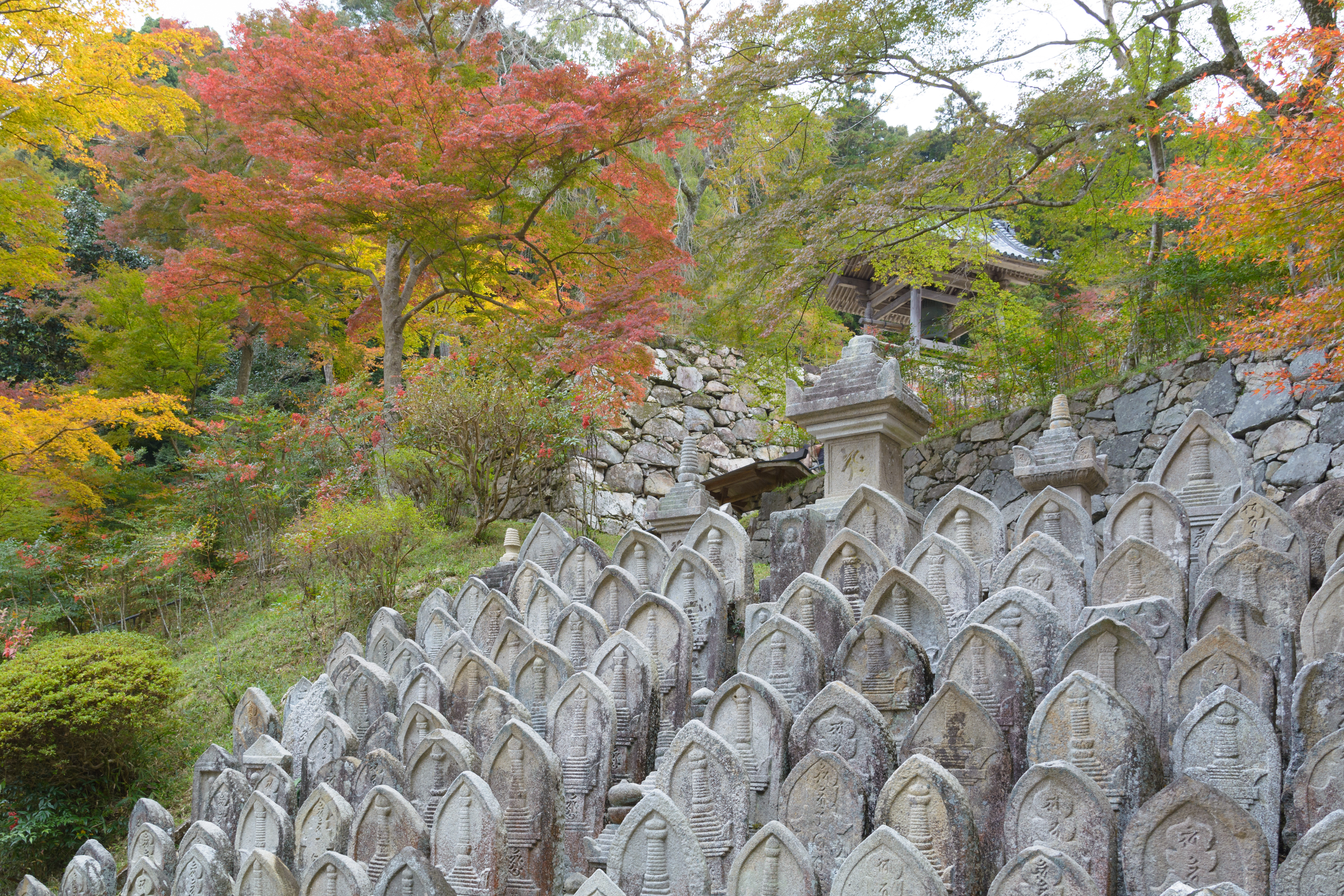

쇼랴쿠(일본어: 正暦)는 일본의 연호 중 하나이다.
- 전후 : 에이소(永祚) 이후 - 조토쿠(長徳) 이전.
- 시기 : 990년 ~ 994년
- 천황 : 이치조 천황

## 개원
- 에이소 2년 11월 7일(율리우스력 990년 11월 26일)에 개원하여
- 쇼랴쿠 6년 2월 22일(율리우스력 995년 3월 25일) 조토쿠로 개원되었다.

## 쇼랴쿠 시기에 일어난 일
- 원년 ~ 4년
  - 후지와라노 미치타카가 셋쇼(섭정) 겸 간파쿠직을 역임했다.
- 원년
  - 후지와라노 가네이에의 손녀인 후지와라노 데이시가 입궁해 궁정여류문학이 번성하는 계기를 만들었다.
- 2년
  - 이치조 천황이 황태후 후지와라노 센시에게 도산조인(東三条院 동삼조원[*])이란 호를 하사하여 후지와라노 센시는 최초의 뇨인(女院)이 되었다.
  - 출가 중이었던 엔유 법황이 사망.
- 5년
  - 낙뢰로 인해 곤고부지(金剛峯寺)가 전소되었다.

## 서력과의 대조표
| 쇼랴쿠      | 원년       | 2년        | 3년        | 4년        | 5년        | 6년        |
| ----------- | ---------- | ---------- | ---------- | ---------- | ---------- | ---------- |
| 서기 (西紀) | 990년      | 991년      | 992년      | 993년      | 994년      | 995년      |
| 간지 (干支) | 경인(庚寅) | 신묘(辛卯) | 임진(壬辰) | 계사(癸巳) | 갑오(甲午) | 을미(乙未) |

## 같이 보기
- 일본의 연호 일람

| 이전 에이소 | 일본의 연호 990년 ~ 994년 | 다음 조토쿠 |